# Jerry Martinger
Dan Jerry Christer Martinger, född 29 oktober 1947 i Visby, är en svensk jurist, åklagare och politiker (moderat), som var riksdagsledamot 1986–2001. Åren 1984–2000 var han även ordförande för Huddingemoderaterna.
Under sin tid som riksdagsledamot var Martinger suppleant i justitieutskottet 1986–1988 samt ordinarie ledamot av samma utskott 1988–1994. Han var vidare ledamot av konstitutionsutskottet 1994–2001, suppleant i skatteutskottet 1994–1998 och suppleant i socialförsäkringsutskottet 1986–1988.
Jerry Martinger dömdes 2001 för bland annat övergrepp i rättssak till villkorlig dom och dagsböter. Domen medförde att han avsattes från sitt uppdrag som ledamot av Sveriges riksdag. I november 2001 beslutade Statens ansvarsnämnd att Martinger till följd av den fällande domen inte kunde behålla befattningen som kammaråklagare.